# Impatiens barthlottii
Impatiens barthlottii är en balsaminväxtart som beskrevs av Fischer och Raheliv. Impatiens barthlottii ingår i släktet balsaminer, och familjen balsaminväxter. Inga underarter finns listade i Catalogue of Life.